# Nostocales

Nostocales é uma ordem dentro das cyanobacteria. Podem ou não apresentar acinetos e heterocistos.  Possuem tricomas multisseriados, isto é, células com divisões evidentes entre si, característica morfológica que a identifica. Seus tricomas não possuem ramificações.
As familias incluídas dentro da ordem Nostocales são:
- Microchaetaceae
- Nostocaceae
- Rivulariaceae
- Scytonemataceae